# Pritzwalk
Pritzwalk (pol. Przestawilk) – miasto w Niemczech w kraju związkowym Brandenburgia, w powiecie Prignitz. Według danych z 12 grudnia 2023 roku miasto liczy 11 736 mieszkańców.

## Historia
Pierwsza wzmianka o mieście pochodzi z 1256. Od 1359 członek Hanzy. Poważne zniszczenia w czasie wojny trzydziestoletniej (podobnie jak w całym Prignitz). W 1840 budowa szosy państwowej, a od lat 80. XIX wieku rozwój węzła kolejowego, w tym budowa linii wąskotorowej Ostprignitzer Kreiskleinbahnen (OPK). Od 1952 miasto powiatowe.

## Zabytki i osobliwości
Do zabytków i osobliwości Pritzwalk należą:
- kościół św. Mikołaja,
- ratusz,
- pozostałości murów miejskich (około 150 metrów) z basztą[6],
- Muzeum Regionalne z Muzeum Browaru,
- wieża Bismarcka[7],
- pomnik Friedricha Ludwiga Jahna urodzonego w pobliskim Lanz,
- stara zabudowa szachulcowa.

## Współpraca
- Dolna Saksonia: Winsen (Luhe)[8]